# Augustus Earle

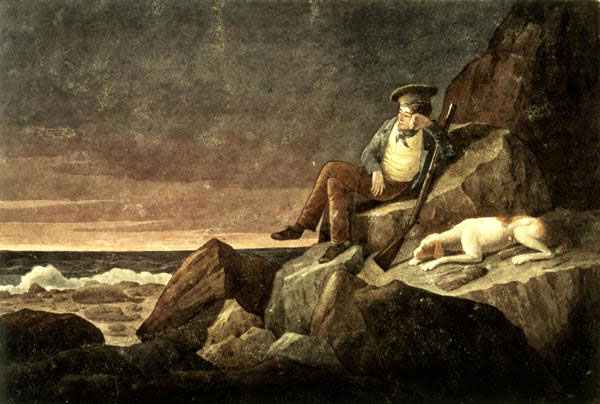
Selbstporträt des Künstlers mit seinem Hund Jemmy an der Küste von Tristan da Cunha (1824).

Augustus Earle (* 1. Juni 1793 in London; † 10. Dezember 1838 ebenda) war ein englischer Maler, der Porträts, Landschaften sowie Szenen des Kolonial- und Schiffslebens zeichnete und dabei überwiegend mit Aquarellfarben arbeitete. Earle gilt als der erste freischaffende Künstler, der alle fünf Kontinente bereiste. Seine letzte Reise fand an Bord Beagle statt, an der auch Charles Darwin teilnahm.

## Leben und Wirken
Augustus Earle entstammte einer amerikanischen Künstlerfamilie, die mehrere Maler hervorbrachte. Er war der Sohn des amerikanischen Künstlers James Earle (1761–1796) und dessen Frau Caroline Smyth, Neffe des Malers Ralph Earl und Vetter von Ralph E. W. Earl. Vermutlich erhielt er seine Ausbildung an der Royal Academy of Arts in London, an der auch sein Vater studiert hatte. Einer seiner Lehrer war wahrscheinlich der amerikanischen Maler Benjamin West. Während seines Studiums war er mit Charles Robert Leslie und Samuel Morse befreundet. Die Akademie stellte von 1806 bis 1815 erste Werke von ihm aus.

### Reisen im Mittelmeer
1815 reiste Earle als Schiffspassagier nach Sizilien. In Malta traf er sich mit seinem Halbbruder William Henry Smyth, der ein Kanonenboot kommandierte, das unter dem Oberbefehl von Edward Pellew stand. Bis 1817 begleitete er seinen Halbbruder und zeichnete im Mittelmeerraum unter anderem in Gibraltar und Nordafrika.

### In den Vereinigten Staaten
Im März 1818 schiffte Earle sich in England nach New York ein, wo er einige Monate tätig war. Später ließ er sich in Philadelphia nieder, wo im Juli 1818 zwei seiner Gemälde an der Pennsylvania Academy of the Fine Arts ausgestellt wurden.

### Südamerika

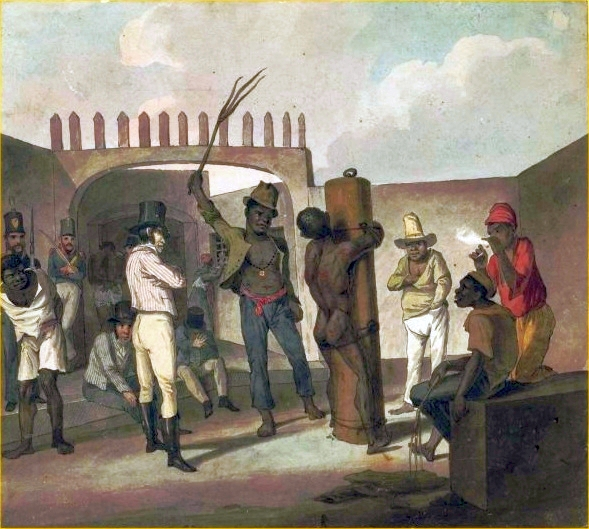
Punishing negroes at Calabouco. Aquarell um 1822.

Am 11. Februar 1820 begab er sich an Bord der Warrior, mit der er nach Rio de Janeiro segelte, wo er am 2. April 1820 eintraf. Im Juni bereiste Earle die chilenische Küste und gelangte schließlich am 18. Juli in Lima an, wo er sich bis zum Dezember aufhielt. Von der peruanischen Hafenstadt Callao aus brach er am 10. Dezember mit der H.M.S. Hyperion, die nach England unterwegs war, auf und kehrte schließlich mit der Anna nach Rio de Janeiro zurück. In den nächsten drei Jahren entstanden hier neben Landschaftsbildern auch mehrere Bilder, die sich mit der Sklaverei auseinandersetzten.

### Tristan da Cunha
Ein Brief, der das Angebot enthielt ihm dem neuen Generalgouverneur von Indien Lord Amherst vorzustellen, veranlasste Earle am 17. Februar 1824 an Bord der altersschwachen Duke of Gloucester zu gehen, die zum Kap der Guten Hoffnung unterwegs war und von dort weiter nach Calcutta segeln sollte. Ein schwerer Sturm zwang die Duke of Gloucester vor Tristan da Cunha zu ankern. Am 26. März setzte Earle gemeinsam mit seinem Hund und dem Besatzungsmitglied Thomas Gooch auf die Insel über, um hier zu zeichnen. Drei Tage später setzte das Schiff plötzlich die Segel und ließ sie zurück. Die Insel war damals nahezu unbewohnt. Es gab lediglich sechs Erwachsene und einige Kinder, die dort lebten. Earle saß dort bis zu seiner Rettung durch die Admiral Cockburn am 29. November fest. In seiner Schrift Narrative, die 1832 erschien, berichtete Earle über die Ereignisse in dieser Zeit.

### Australien und Neuseeland

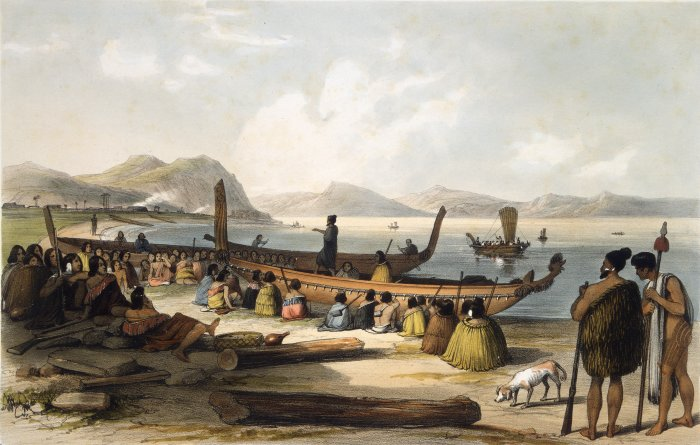
War Speech von 1838. Nach einem Erlebnis auf Neuseeland.

18. Januar 1825 erreichte die Admiral Cockburn ihren Bestimmungshafen Hobart in Australien, wo Earle einige Monate blieb. Mit der Brigg Cyprus reiste er am 14. Mai weiter nach Sydney. Von dort aus erkundete er das Gebiet der Blue Mountains, den Ort Bathurst, das Wellington-Tal und den Hunter River. Nördlich von Sydney gelangte er bis nach Port Stephens und Port Macquarie. Im April und Mai 1827 war er in Illawarra-Region unterwegs. Während der Zeit in Sydney entstehen zahlreiche Landschaftsbilder, Bilder über die Aborigines und Ansichten von öffentlichen und privaten Gebäuden. Obwohl der Gouverneur Thomas Brisbane ein Freund seines Halbbruders war, scheiterten seine Pläne sich in Sydney niederzulassen.
Am 20. Oktober 1827 brach Earle mit der Governor Macquarie nach Neuseeland auf. Er besuchte auf der Nordinsel das Gebiet zwischen Hokianga Harbour und der Bay of Islands und traf nach einem sechsmonatigen Aufenthalt in Neuseeland am 5. Mai 1828 mit der Governor Macquarie wieder in Sydney ein.

### Indien und die Rückkehr nach England
Mit der Rainbow verließ Earle am 12. Oktober Australien endgültig. Über die Karolinen, Guam, Manila und Singapur gelangte er schließlich in der indischen Stadt Madras an. In Madras schuf er die Vorlagen für das Panoramabild Panorama of Madras (1832) von William Daniell und Edmund Thomas Parris (1793–1873). Seine sich verschlechternde Gesundheit zwang ihn jedoch Indien wieder zu verlassen. Von Puducherry aus stach er mit der Julie in See, die ihn nach Mauritius brachte. Über St. Helena kam er Ende 1829 mit der Resource wieder in England an.

### Eine letzte Reise mit derH.M.S. Beagle
1831 stand Earle im Dienst von John Murray, 5. Duke of Atholl (1778–1846) als er auf Grund seiner Erfahrungen von Robert FitzRoy als Schiffsmaler für die zweite Vermessungsexpedition der Beagle angeworben wurde, an der auch Charles Darwin teilnahm. Am 3. April 1832 war Earle erneut in Rio de Janeiro. Als die Beagle im August 1832 Montevideo verlässt bleibt er zurück, da seine gesundheitlichen Probleme es ihm nicht erlauben die Reise fortzusetzen. Er bleibt noch einige Monate in Montevideo, bevor er endgültig nach England zurückkehrt. Während dieser Zeit erscheint seine Schrift A Narrative of a Nine Months' Residence in New Zealand in 1827... (1832) über seinen Aufenthalt in Neuseeland, die in der von Edward Bulwer-Lytton, 1. Baron Lytton herausgegebenen Zeitschrift New Monthly lobend besprochen wurde. Als sich Darwin Ende Dezember 1835 selbst in Neuseeland aufhielt äußerte er sich gegenüber seiner Schwester Caroline Sarah empört über die darin von Earle zum Ausdruck Herabsetzung der Tätigkeit der Missionare.
In London arbeitet Earle weiter als Maler und konnte erneut mehrere Bilder in der Royal Academy of Arts ausstellen. Augustus Earle starb Ende 1838 an Asthma und Schwäche.

## Nachlass
Nach Augustus Earle gingen seine Werke in den Besitz seines Halbbruders William Henry Smyth über. Dieser vererbte sie seinem Enkelsohn. Im Mai 1926 wurden sie in London bei Sotheby’s versteigert und bald darauf von dem in Neuseeland geborenen Kunstsammler und -händler Rex Nan Kivell (1898–1977) erworben. Dessen australische und pazifische Sammlung wurde ab 1940 von der National Library of Australia erworben.
Weitere Werke Earls befinden sich in Besitz der Mitchell Library in Sydney, der National Gallery of Australia in Canberra, der Art Gallery of South Australia in Adelaide, der National Library of New Zealand, dem British Museum in London sowie im National Maritime Museum in Greenwich.
Seit 1980 trägt Earle Island seinen Namen, eine Insel im Weddell-Meer in der Antarktis.

## Schriften
- A Narrative of a Nine Months' Residence in New Zealand in 1827; together with a Journal of a Residence in Tristan d'Acunha, an Island Situated between South America and the Cape of Good Hope . London 1832; online

## Werke (Auswahl)
- Views in Australia. Sydney, 1826 – achtteilige Serie mit Ansichten von Sydney
- Views in New South Wales, and Van Diemen's Land: Australian scrap book. J. Cross, London 1830
- Sketches Illustrative of the Native Inhabitants and Islands of New Zealand. Robert Martin, London 1838 - 10 handkolorierte Lithographien

## Nachweise

## Weiterführende Literatur
- Jocelyn Hackforth-Jones: Augustus Earle, travel artist: Paintings and drawings in the Rex Nan Kivell Collection, National Library of Australia. National Library of Australia, 1980, ISBN 0-642-99143-X.